# Hiram I
Hiram I, o anche Hirom, (... – 936 a.C.) è stato un re di Tiro, nominato più volte nell'Antico Testamento.

## Biografia
Durante il regno di Hiram I, Tiro crebbe molto e passò da essere un satellite di Sidone a divenire una delle più importanti città fenicie, a capo di un vasto impero commerciale. Hiram represse la ribellione di Utica, prima colonia di Tiro in Africa, non lontano da dove più tardi sarebbe sorta Cartagine.
Secondo la Bibbia, in quelle italiane è citato come Chiram o Curam, il re si alleò con Davide, e i suoi artigiani costruirono il nuovo palazzo reale di Gerusalemme, in seguito alla conquista della città da parte degli Israeliti. Il palazzo venne costruito col legno dei proverbiali cedri del Libano. Dopo la morte di Davide, Hiram I mantenne la sua alleanza col figlio e successore Salomone, che secondo la Bibbia gli donò venti città della Galilea, per saldare un suo debito.
Grazie alla sua alleanza con Israele, Hiram I si assicurò l'accesso alle strade principali di commercio con l'Egitto, l'Arabia e la Mesopotamia. I due re inoltre aprirono insieme una strada commerciale verso il Mar Rosso, collegando il porto israelita di Ezion-Geber con un luogo chiamato Ofir, che alcuni ipotizzano potesse trovarsi nell'Asia orientale.
Sempre secondo la Bibbia, entrambi i re si arricchirono grazie a questi commerci: Hiram I inviò a Salomone i propri architetti e operai, assieme al legno di cedro e all'oro, per costruire il Primo Tempio a Gerusalemme. Giuseppe Flavio dice che, inoltre, Hiram ingrandì il porto di Tiro e inglobò nella città le due isole su cui esso era stato costruito. Inoltre, costruì un palazzo reale e un tempio per Melqart. Tuttavia, l'archeologia moderna non ha potuto confermare queste affermazioni.